# Фенуафо’оу
Фенуафо’оу (фр. Fenuafo'ou) — небольшой барьерный остров в лагуне острова Увеа (Уоллис) в Тихом океане. Расположен к югу от Уоллиса, недалеко от пролива Хоникулу. Входит в район Мюа заморской общины Франции Уоллис и Футуна. Из-за близкого расположения у входа в лагуну островок называют «островком пролива». Популярное место местных отдыхающих.

## Топонимия
На уоллисском языке fenua означает «земля, страна», а fo’ou — «новый», то есть Фенуафо’оу означает «новая земля».

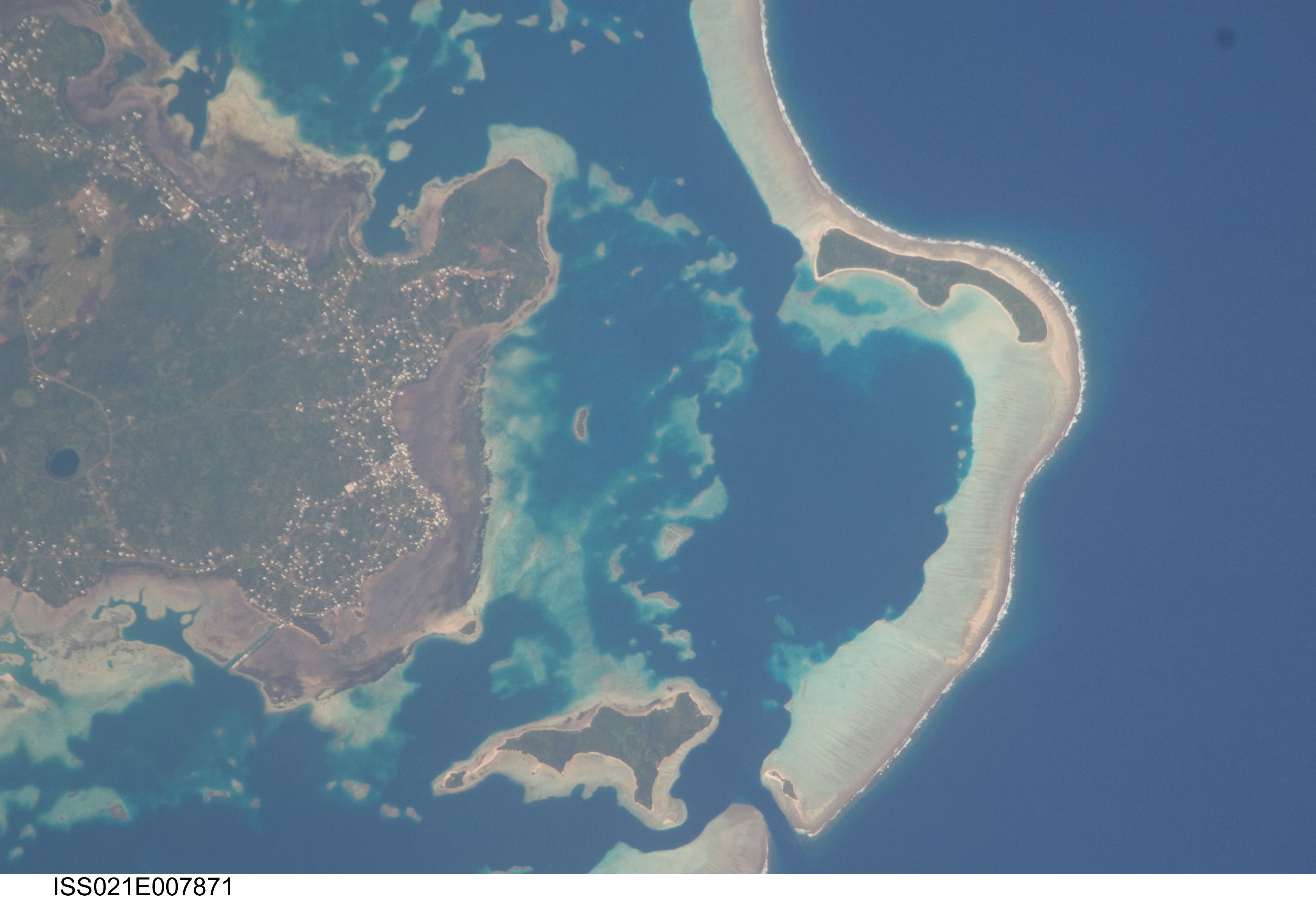
Фенуафо’оу расположен непосредственно у прохода в барьерном рифе Хоникулу (видимого на спутниковом снимке в центре внизу), обеспечивающего вход в атолл Уоллиса

## В мифологии
В уоллисской устной традиции бог Тагалоа останавливался на Фенуафо’оу и созерцал остров Уоллис. Затем Тагалоа решил забросить сеть, чтобы ловить рыбу на разных островках лагуны.

## Туризм
Островок Фенуафо’оу стал одним из самых посещаемых мест для отдыха и проведения выходных жителей Уоллиса.

## Галерея

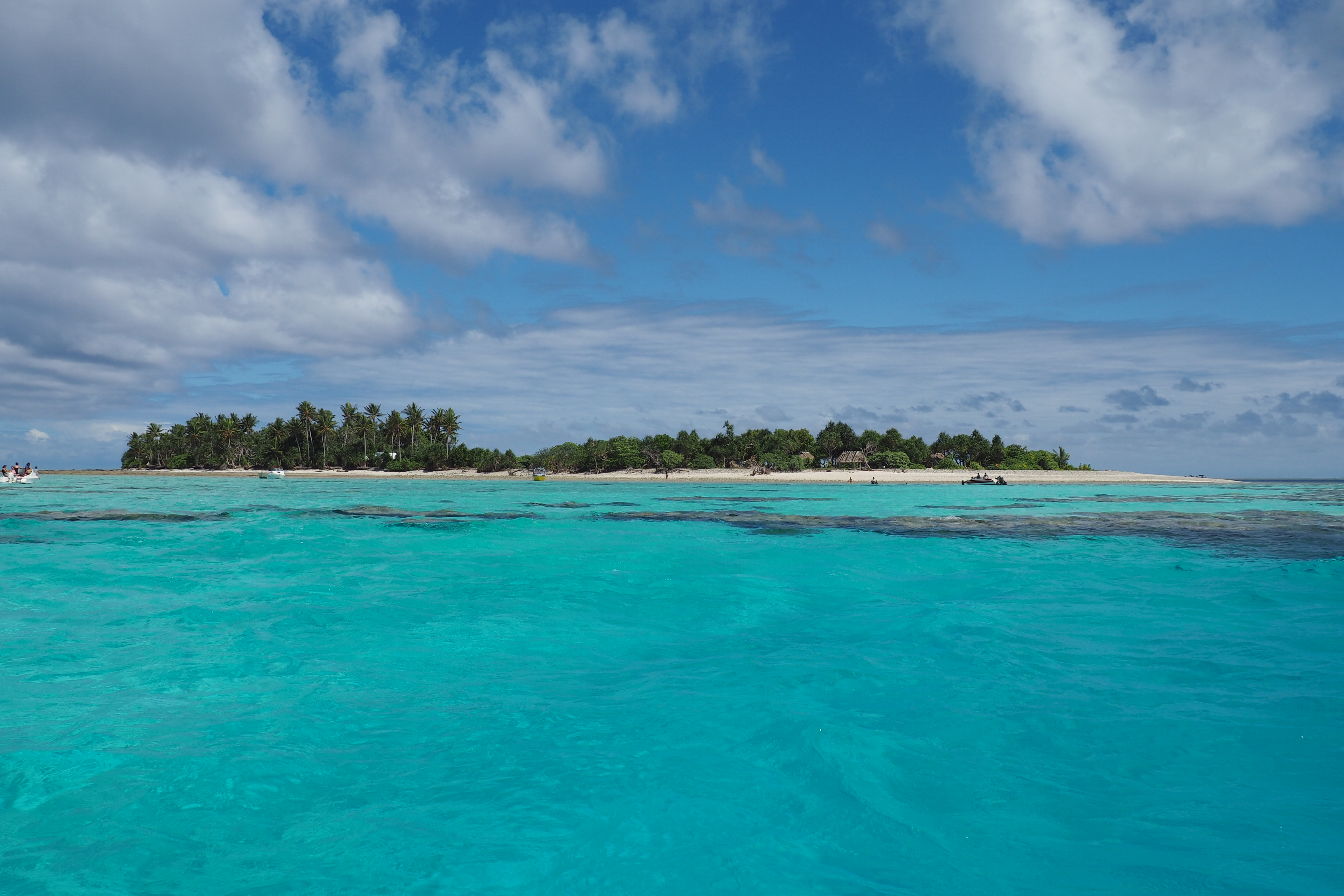
Фенуафо’оу во время отлива
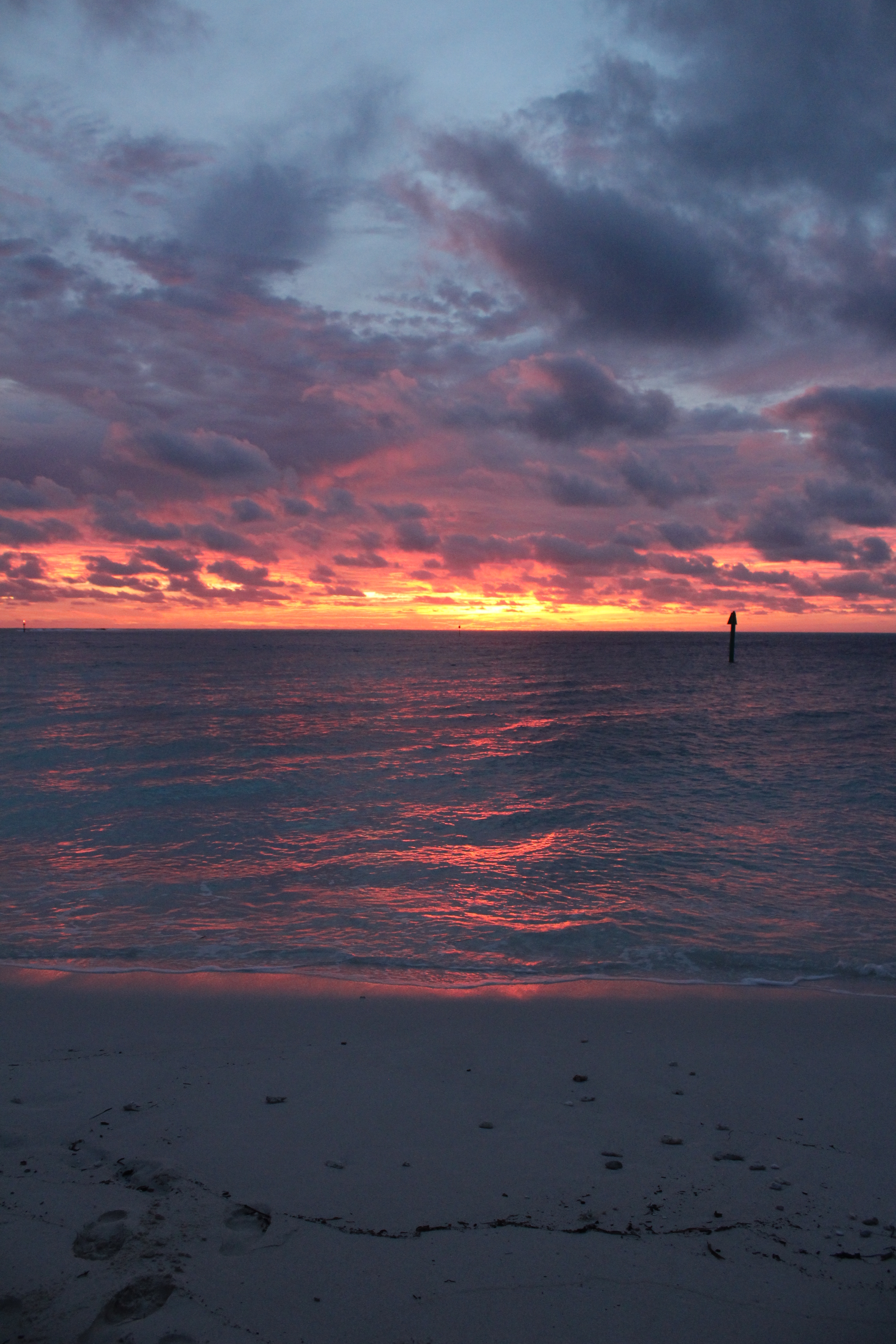
Вид на пролив Хоникулу с острова Фенуафо’оу